# Jerry Maguire – A nagy hátraarc
A Jerry Maguire – A nagy hátraarc (Jerry Maguire) egy 1996-ban bemutatott amerikai romantikus filmdráma, melynek írója, rendezője és producere Cameron Crowe volt. A vígjátéki elemeket is tartalmazó film főszerepére Tom Cruise-t választották ki az alkotók.
Mindenki szerette... Mindenki lelécelt.
Az út minden.

## Történet
A 35 éves Jerry Maguire (Tom Cruise) sportügynökként dolgozik a Sports Management International (SMI) nevü ügynökségnél. Egy álmatlan éjszakán rádöbben, hogy az SMI kegyetlenül kizsákmányolja azokat a sportolókat, akiket valójában támogatnia és képviselnie kellene. Ezek után egyetlen éjszaka alatt egy vitairatot készít "Amit gondolunk, de nem mondunk ki: Üzletágunk jövője – The Things We Think and Do Not Say: The Future of Our Business" címmel, amiben erősen kifogásolja az ügynökség és a szakma anyagiasságát. Látszólag kitörő lelkesedéssel fogadják a vitairatot, azonban hamarosan kiderül, hogy nézeteivel nem sokan értenek egyet. Munkaadói olyannyira nem nem örülnek a bíráló szavaknak, hogy kirúgják Jerry-t a cégtől. Ezek után úgy dönt, hogy a korábbi írásában megfogalmazott elveinek megfelelően egy valóban lojálisan működő sportügynökséget fog alapítani. Ehhez a célhoz korábbi munkatársai közül próbál társakat találni. Azonban csupán egyetlen dolgozó tart a férfivel; a gyermekét egyedül nevelő Dorothy (Renée Zellweger); akinek kezdettől szimpatikus a férfi. Az SMI sportolói közül is mindössze csak egy ügyfelet, – a közönség körében nem éppen népszerű, bár tehetséges – másodosztályú futballistát; Rod Tidwell-t (Cuba Gooding Jr.) tudja meggyőzni, hogy képviselhesse és menedzselhesse Jerry a jövőben...
Hogy mentse a még menthetőt, elutazik Jerry Frank Cushman-hez (Jerry O’Connell), a nagy karrier előtt álló futballistához, hogy bővítse az ügyfelei körét. Mivel Frank sokkal ígéretesebb, mint Rod, ezért kezdetben nem igazán foglalkozik az egyetlen igazi, valóban őt választó ügyfelével. Mindeközben Rod frusztrált, nem a munkájával törödik, hanem állandóan azon rágódik, miért nem kap megfelelő reklámszerződéseket. De mivel a sportot elhanyagolja, nem is igazán figyelhetnek fel rá. Hamarosan kiderül, hogy Jerry-t Cushman is átrázta, nem akar vele szerződni, így Jerry-nek tényleg csak egyetlen ügyfele marad: a frusztrált Rod.
Jerry elhagyja anyagias menyasszonyát, Avery-t (Kelly Preston), aki ekkor vesztesnek nevezi őt, sőt még alaposan ellátja a férfi baját is. A sportügynök a szakítás után csap egy görbe estét, aminek a végén Dorothy otthonában köt ki. Itt összebarátkozik a nő kisfiával, Ray-jel (Jonathan Lipnicki), akit a férfi azonnal megkedvel. Az este folyamán Dorothy és Jerry kapcsolata elmélyül; összebarátkoznak, sőt egy csók is elcsattan közöttük, majd Jerry hazamegy.
Közben Rodnak Jerry nem igazán tud összehozni egy megfelelő szerződést, mert a focista állandóan csak a problémáival törődik. Az ügynök figyelmezteti, hogy soha nem fog eljönni az olyannyira áhított "Kánaán", ha éppen a legfőbb dologról feledkezik meg: a sport alapvető szeretetéről.
Hazaérve bocsánatot kér a csókért Dorothytól, de egyben el is hívja vacsorázni a nőt. A randi előtt Jerry megint találkozik Ray-jel, akivel ismét nagyon jól elbeszélgetnek, a kissrác is komolyan megkedveli a férfit. Dorothy meghatódik kettőjüktől. A közös este nagyon jól sikerül, később Jerry Dorothy-nál tölti az éjszakát is. Reggel a nő megvallja a nővérének; Laurelnek (Bonnie Hunt), hogy beleszeretett a férfibe.
Jerry összehoz a focista Rodnak egy reklámszerződést, de mivel az megalázó, inkább kiszállnak belőle. Ekkor az ügynök tanácsot kér a sportolótól Dorothy-val való kapcsolatáról. Rod azt mondja, hogy szingli anyukát az ember nem szed rá, szóval, ha nem szereti viszont a nőt, akkor ne ámítsa tovább. Ezek után Jerry megkéri Dorothy kezét és összeházasodnak.
Az esküvő után visszatérnek a munkához, de Rodnak továbbra sem megy úgy a játék, mint szeretnék. Az ügynök a focista fejéhez vágja, hogy soha nem éri el az álmait, ha nem úgy játszik a pályán is, mint ahogy az életét éli; azaz szívből és örömmel. A beszélgetés hatására összevesznek egymással. Később a házasélet hétköznapjai sem alakulnak úgy, ahogy Jerry azt elképzelte, így a különélés mellett döntenek.
Az Arizona Cardinals csapatnál közben egyre jobban megy a játék Rodnak, mert megfogadta a férfi tanácsát és immár nem csak a pénzért játszik, hanem a sport szeretetéért is. A bajnokság aktuális mérkőzésén, ha a Cardinals nyerni tud Rod vezetésével a Dallas (Dallas Cowboys) csapata ellen, akkor döntőt játszhatnak legközelebb. A meccsen Rodnak többször is kemény szereléseket kell elszenvednie, de mégis jól megy neki a játék. Ekkor azonban egy komoly ütközés során nem kel fel a földről, félő, hogy komolyan megsérült. Jerry és mindenki más is megijed, hogy Roddal nagy baj történt, de végül kiderül, hogy jól van, csak egy kis időre vesztette el az eszméletét, sőt, egy fontos találathoz is hozzásegítette a csapatát. Jerry és Rod ismét barátok lesznek a mérkőzés után. A focista a sikerek hatására komolyan felértékelődik és a sajtó érdeklődésének a középpontjába kerül.
Jerry a mérkőzés után meglátogatja Dorothy-t és szerelmet vall neki, majd újra az együttélés mellett döntenek és boldogan élnek a továbbiakban. Rod egy tv-showban tudja meg, hogy csapata, az Arizona Cardinals 11,2 millió dolláros szerződést ajánl fel neki a következő 4 évre. Tehát, végül Rodnak is teljesül minden álma.

## Szereplők
- Tom Cruise mint Jerry Maguire sportügynök (magyar hangja: Stohl András), aki egy új sportügynökséget hoz létre, és közben valódi szerelemre talál Dorothy személyében; valamint igaz barátra lel Rod Tidewell-ben.
- Cuba Gooding Jr. mint Rod Tidwell profi amerikaifutball-játékos (magyar hangja: Kerekes József), aki Jerry egyetlen ügyfele kezdetben, majd későbbi jóbarátja.
- Renée Zellweger mint Dorothy Boyd könyvelőnő (magyar hangja: Tóth Enikő), aki kezdetben egyedüliként Jerry-vel tart az új ügynökségbe. Később Jerry szerelme, majd felesége lesz.
- Jonathan Lipnicki mint Ray Boyd (magyar hangja:  Szalay Csongor), Dorothy aranyos és kedves kisfia, aki felébreszti Jerry-ben az apai érzéseket.
- Kelly Preston mint Avery Bishop (magyar hangja: Náray Erika), Jerry korábbi anyagias szeretője, akivel a férfi az SMI-től való kirúgást követően szakít.
- Jerry O’Connell mint Frank Cushman (magyar hangja: Bognár Zsolt) tehetséges profi amerikaifutball-játékos, akit Jerry szeretne képviselni, de Cushman átrázza a férfit.
- Jay Mohr mint Bob Sugar (magyar hangja: Cseke Péter), az SMI rosszindulatú, nagyszájú ügynöke, Jerry rosszakarója.
- Bonnie Hunt mint Laurel (magyar hangja: Hámori Ildikó), Dorothy nővére, aki kezdetben nem bízik túlságosan Jerry-ben.
- Regina King mint Marcee Tidwell(magyar hangja: Radó Denise), Rod felesége és bátorítója.
- Jeremy Suarez mint Tyson Tidwel
- Aries Spears mint Teepee Tidwell
- Todd Louiso mint Chad the Nanny
- Mark Pellington mint Bill Dooler
- Jared Jussim mint Dicky Fox
- Beau Bridges mint Matt Cushman (A stáblistán nincs feltüntetve)
- Ingrid Beer mint Anne-Louise
- Glenn Frey mint Dennis Wilburn
- Drake Bell as Jesse Remo
- Eric Stoltz mint Ethan Valhere
- Lucy Liu mint Jerry korábbi barátnője.

## Forgatás
- A forgatás 1996. március 11. és 1996. július 5. között zajlott.
- Forgatási helyszínek: John Wayne repülőtér (USA, CA); Los Angeles (USA, CA); Manhattan Beach (USA, CA); Newport Center (USA, CA); Paco's Tacos (USA, CA); Pheonix (USA, Arizona); Sony Pictures Studios (USA, CA); Sun Devil Stadion (USA, Arizona); Times Square (USA, New York, Manhattan)[3]
- A felvételekhez Panavision Panaflex kamerákat használtak 35 mm-es nyersanyaggal.
- Tom Cruise a Mission: Impossible (film) produceri és promotálási munkálataival volt elfoglalva a két film forgatása (1995. augusztus 8. és 1996. március 11.) között eltelt 8 hónapban.

## A film fogadtatása
A filmet 5 Oscar-díjra is jelölték 1997-ben, melyből egyet nyert el: Cuba Gooding Jr. mint a legjobb férfi mellékszereplő vehette át a díjat. Ezenkívül Cuba Gooding Jr. alakítását több más díjjal is honorálták. Nyert az American Comedy Awards-on, a Blockbuster Entertainment Awards-on (Tom Cruise-zal és Renée Zellwegerrel közösen), megkapta a Chicagói Filmkritikusok Szövetségének (Chicago Film Critics Association) a díját, és a Screen Actors Guild Awards-t is. Tom Cruise szintén 1997-ben Golden Globe-díjat nyert a Jerry Maguire címszerepében nyújtott alakításával, mint a legjobb zenés film/vígjáték színész. Mindezek mellett Cruise és Renée Zellweger színészi teljesítményét elismerték még a National Board of Review szervezetnél is. Cameron Crowe is több rangos díjban és jelölésben részesült a filmben vállalt munkájáért.
A film a Rotten Tomatoeson 57 vélemény alapján, 84%-ban pozitív kritika mellett 7,4/10 ponton áll.
Többek között a Variety kritikusa is elismerően írt a filmről.
Jerry Maguire több mondata is azóta szállóigévé vált az USA-ban: Ezek közül a leghíresebb a „Virítsd a lóvét!” mondat lett.

## Fontosabb díjak és jelölések

### Oscar-díj(1997)
- díj: legjobb férfi mellékszereplő (Cuba Gooding Jr.)
- jelölés: legjobb férfi színész (Tom Cruise)
- jelölés: legjobb vágás (Joe Hutshing)
- jelölés: legjobb film (Cameron Crowe, James L. Brooks, Laurence Mark és Richard Sakai)
- jelölés: legjobb eredeti forgatókönyv (Cameron Crowe)

### Chicagói Filmkritikusok Szövetsége (1997)
- díj: legjobb férfi mellékszereplő (Cuba Gooding Jr.)

### Directors Guild of America (1997)
- jelölés: legjobb rendezés (Cameron Crowe, jelölés)

Golden Globe-díj (1997)
- díj: legjobb férfi főszereplő – zenés film vagy vígjáték (Tom Cruise)
- jelölés: legjobb zenés film vagy vígjáték
- jelölés: legjobb férfi mellékszereplő (Cuba Gooding Jr.)

### National Board of Review (1996)
- díj: legjobb férfi főszereplő (Tom Cruise)
- díj: legjobb feltörekvő női alakítás (Renée Zellweger)

### Satellite-díj (1997)
- díj: legjobb férfi főszereplő – zenés film vagy vígjáték (Tom Cruise)
- díj: legjobb férfi mellékszereplő – zenés film vagy vígjáték (Cuba Gooding Jr.)
- jelölés: legjobb női mellékszereplő – zenés film vagy vígjáték (Renée Zellweger)

### Writers Guild of America(1997)
- díj: legjobb eredeti forgatókönyv (Cameron Crowe)

## Filmzene
- The Durutti Column – Requiem Again
- Rickie Lee Jones – The Horses
- The Replacements – I'll Be You
- Paul McCartney – Momma Miss America
- Paul McCartney – Singalong Junk
- Elvis Presley – Pocket Full of Rainbows
- Herb Alpert & The Tijuana Brass – The Lonely Bull
- Merrilee Rush – Angel of the Morning
- The Who – Magic Bus és Getting In Tune
- Nirvana – Something in the Way
- AC/DC – For Those About to Rock (We Salute You)
- Tom Petty – Free Fallin’
- Neil Young – World on a String
- Bob Dylan – Shelter from the Storm
- Bruce Springsteen – Secret Garden
- Aimee Mann – Wise Up

A film kísérőzenéjét a rendező felesége, Nancy Wilson írta.

## Érdekességek
- Tom Cruise és Cameron Crowe rendező a filmet követően még több közös projektben vett részt a Jerry Maguire – A nagy hátraarc munkálatai után: Cruise produceri felügyeletével és főszereplésével készült a 2001-es Vanília égbolt, a 2005-ben készített Elizabethtown-ban pedig mint producer vett részt. Crowe cameo-szerepet vállalt a 2001-es Különvélemény-ben.[6][7]
- Sorozatban ez volt az 5. Tom Cruise-film, ami átlépte a sokáig álomhatárnak tartott 100 millió dolláros bevételi szintet csak az USA-ban. Ez a teljesítmény akkor új rekord volt.
- Többek között Parker Posey, Mira Sorvino és Cameron Diaz színésznőket is meghallgatták Dorothy Boyd szerepére, amit végül az akkor még viszonylag ismeretlen Renée Zellweger kapott meg.
- Jamie Foxx színész is indult Rod Tidwell szerepéért, amivel később Cuba Gooding Jr. az Oscar-díjat is elnyerte. A sors furcsa játéka, hogy 2005-ben éppen Cruise mellett gyűjtötte be élete első Oscar-díj jelölését Foxx a Collateral – A halál záloga című filmben nyújtott teljesítményével, mint mellékszereplő.
- A „Virítsd a lóvét!” mondatot a Premiere magazin 2007-ben a 80. helyre rangsorolta a "The 100 Greatest Movie Lines" felsorolásában.
- Az Amerikai Filmintézet a 10. helyre rangsorolta a legjobb sportfilmek között ezt a produkciót.
- Cameron Crowe a film forgatókönyvét 3 és fél év alatt írta meg.